# Tortequesne
Tortequesne ist eine französische Gemeinde mit 884 Einwohnern (Stand 1. Januar 2022) im Arrondissement Arras des Départements Pas-de-Calais. Sie liegt im Kanton Brebières und ist Mitglied des Kommunalverbandes Osartis Marquion.

## Geographie
Tortequesne liegt im Tal der Sensée, eines Nebenflusses der Schelde.
| Noyelles-sous-Bellonne | Bellonne | Estrées |
| Sailly-en-Ostrevent    | Kompass  | Hamel   |
| Étaing                 | Lécluse  |         |

## Sehenswürdigkeiten

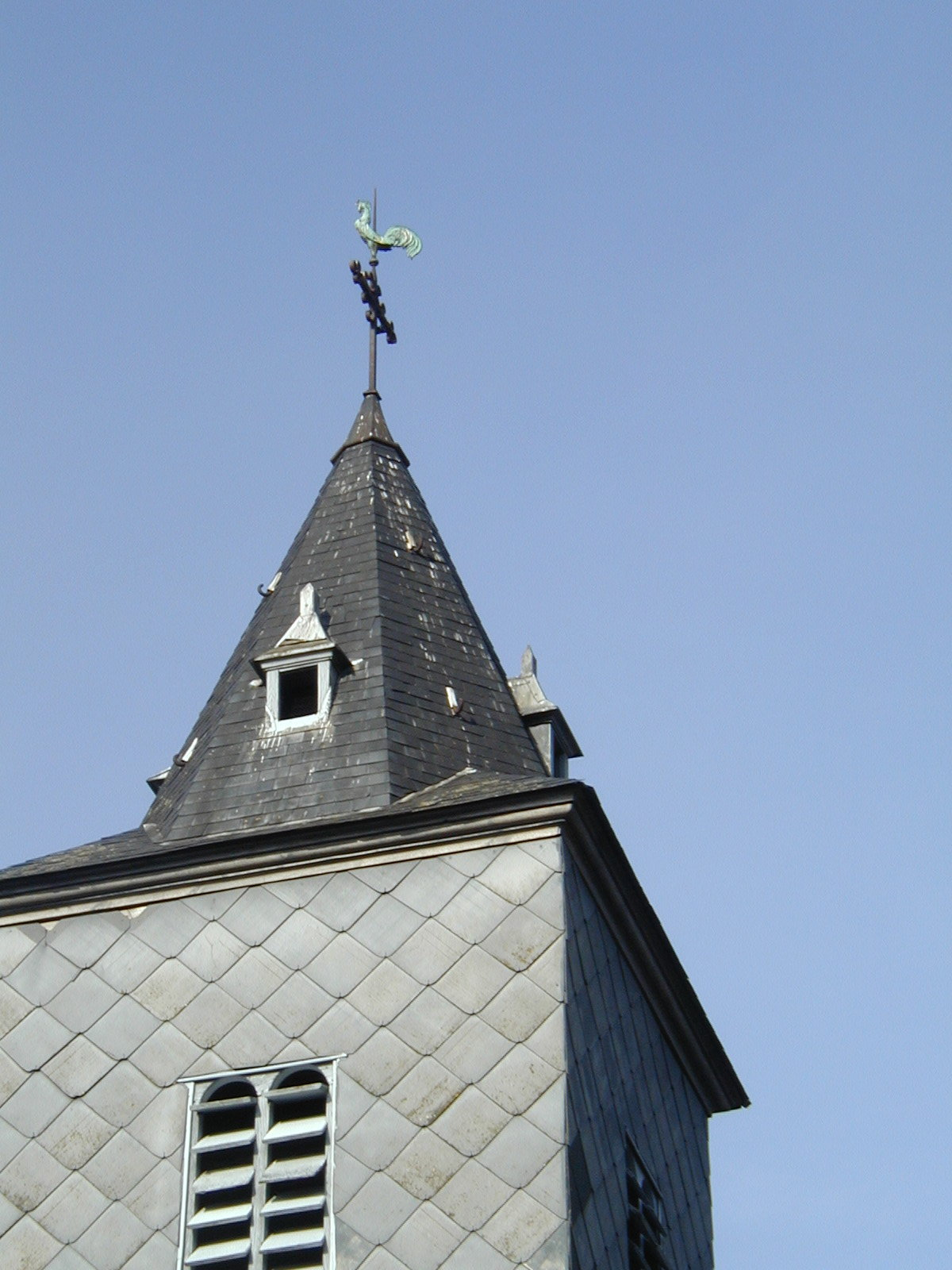
Glockenturm
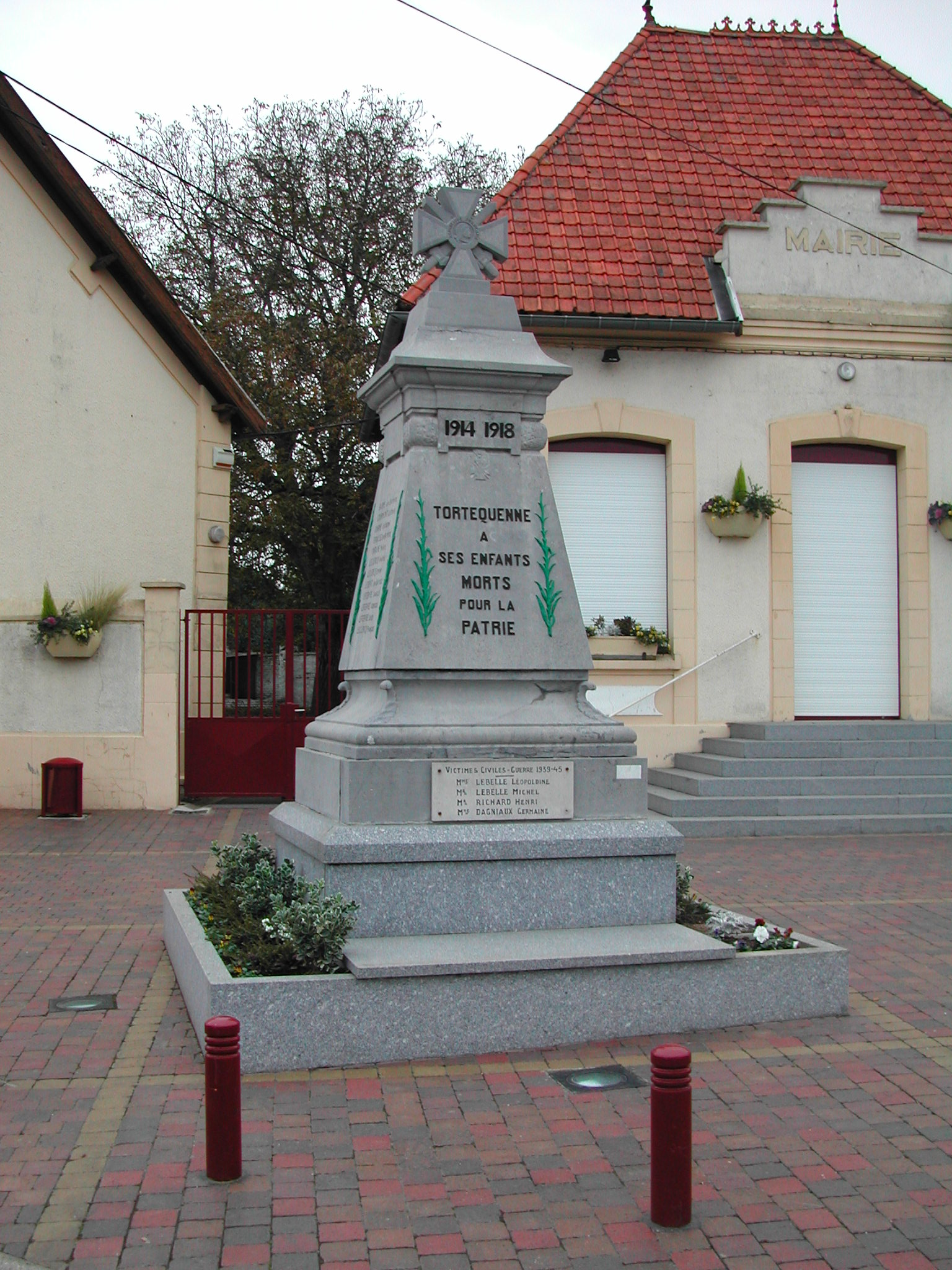
Kriegerdenkmal
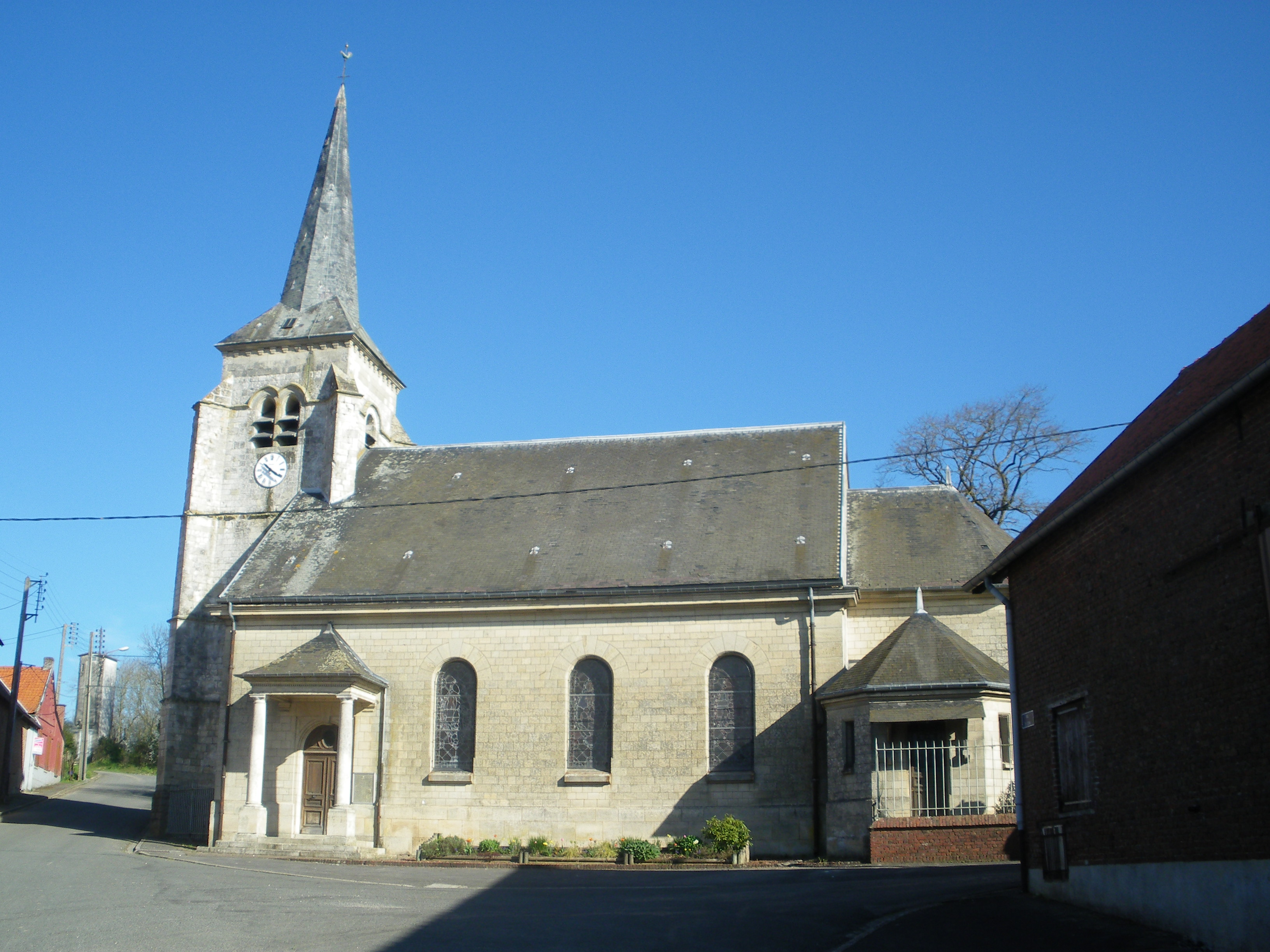
Kirche Saint-Jean-Baptiste